# فن تصوري

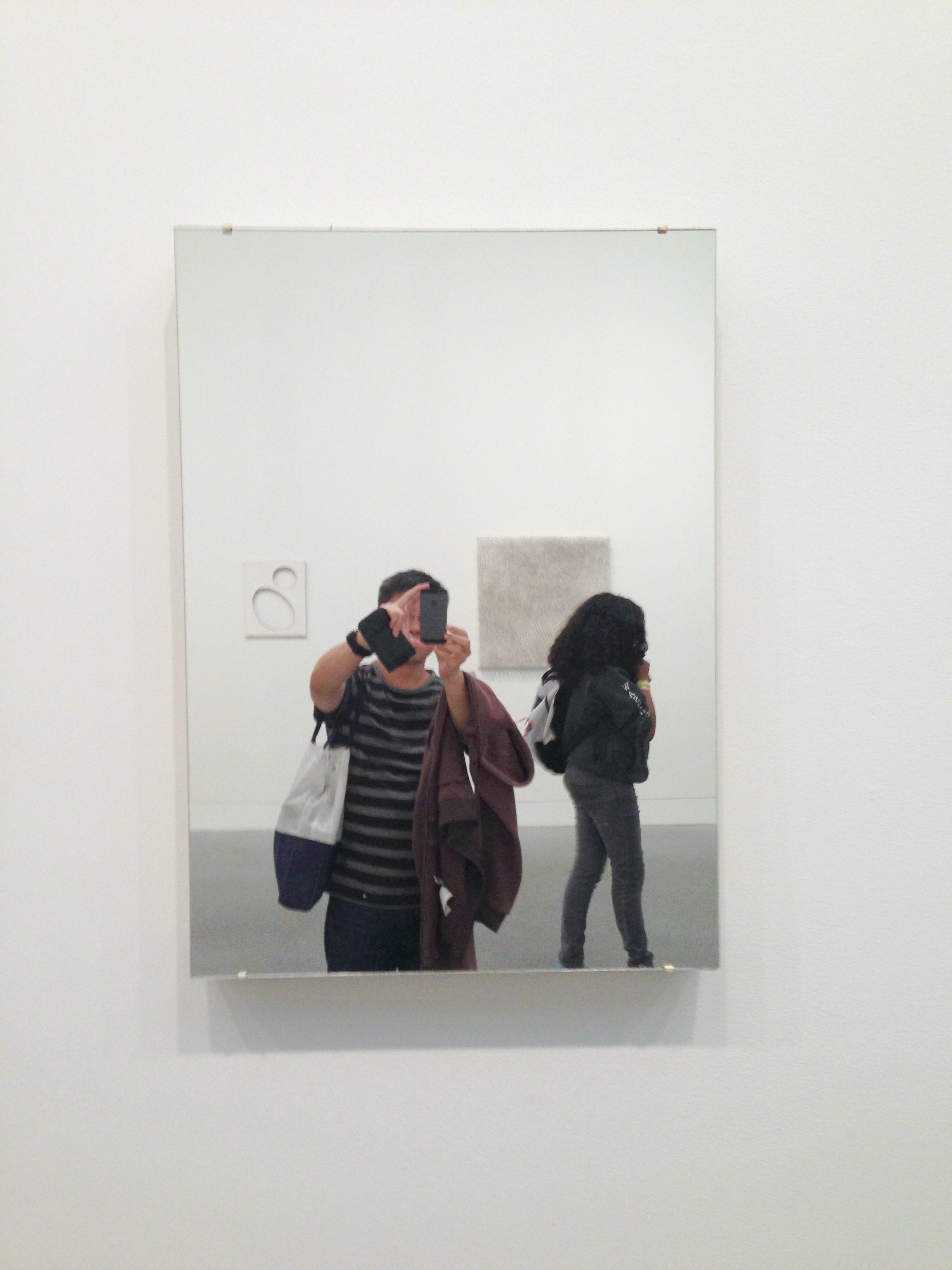

الفن المفاهيمي والذي يُسمى أحيانًا بالمذهب التصوري، هو فن تشترك فيه المفاهيم أو الأفكار في الأعمال التي يكون لها الأولوية على الاهتمامات المادية والجمالية التقليدية. ويمكن لأي فرد ببساطة إنشاء العديد من أعمال الفن التصوري، والتي تُسمى أحيانًا بالأعمال المركبة عن طريق اتباع مجموعة من التعليمات المكتوبة. وكان هذا الأسلوب من الأساليب الأساسية التي استخدمها الفنان الأمريكي سول لويت في تعريف الفن التصوري، وهو أحد أول الفنون التي ظهرت مطبوعة:
يؤكد توني جودفري، مؤلف كتاب الفن التصوري (فن وأفكار) (1998)، أن الفن التصوري يتساءل عن طبيعة الفن، وهي الفكرة التي ارتقى بها جوزيف كوسيث في تعريف الفن نفسه في عمله الإبداعي، البيان المبكر للفن التصوري، «الفن وراء الفلسفة» (1969). وقد مثلت فكرة ضرورة قيام الفن بفحص طبيعته الخاصة جانبًا قويًا بالفعل من رؤية الناقد الفني البارز كليمنت جرينبرج للفن الحديث خلال خمسينيات القرن العشرين. ولكن مع ظهور الفن القائم على اللغة بشكل حصري في ستينيات القرن العشرين، بدأ فنانو المذهب التصوري مثل جوزيف كوسيث ولورنس وينر والمجموعة المعنيةالفن واللغة الإنجليزية في طرح التساؤلات حول الفن بشكل أكثر راديكالية مما كان ممكنًا في السابق (انظر أدناه). كان أحد أهم الأشياء التي تساءلوا عنها هي الافتراض الشائع بأن دور الفنان يتمثل في خلق أنواع خاصة من الأشياء المادية.
ومن خلال ارتباطه بشباب الفنانين البريطانيين وحصوله على جائزة تيرنر خلال تسعينيات القرن العشرين، وفي الاستخدام العام، لاسيما في المملكة المتحدة، جاء «الفن التصوري» للدلالة على جميع أشكال الفن المعاصر التي لا تمارس المهارات التقليدية للتصوير والنحت. ويمكن القول بأن أحد الأسباب التي جعلت مصطلح «الفن التصوري» يرتبط بالممارسات المعاصرة المختلفة بعيدًا عن أهدافه وأشكاله الأصلية يتمثل في مشكلة تعريف المصطلح ذاته. وكما أشار الفنان ميل بوخنر في وقت مبكر من عام 1970، في شرح أسباب عدم ميله لصفة «تصوري»، وهي عدم الوضوح الدائم والكامل لما يشير إليه مصطلح «التصور»، نظرًا لإمكانية الخلط بينه وبين «النية». ومن ثم، فعند وصف عمل فني أو تعريفه كعمل تصوري، من المهم عدم الخلط بين ما تتم الإشارة إليه باعتباره «تصوريًا» وبين «نية» الفنان.

### أعمال فردية
- النافورة
- واحد وثلاثة كراسي
- العروس التي يجردها العزاب من ملابسها، متساوية